# Melitaea prima
Melitaea prima är en fjärilsart som beskrevs av Curt Eisner 1942. Melitaea prima ingår i släktet Melitaea och familjen praktfjärilar. Inga underarter finns listade i Catalogue of Life.